# Matilde Reymão
Matilde Barros Alarcão de Reymão Nogueira (* 17. Februar 2000) ist eine portugiesische Schauspielerin und Model.

## Leben und Karriere
Reymão wurde am 17. Februar 2000 geboren. Sie arbeitete zunächst im Alter von 15 Jahren als Model, wechselte später im Alter von 20 Jahren zur Schauspielerei. Ihr Debüt gab sie 2020 in der Seifenoper Amar Demais. Anschließend spielte sie 2021 in der zweiten und dritten Staffel der Serie O Clube mit. Für ihre Leistung wurde sie für den Golden Globes und für die Fantastic Awards als „Beste Schauspielerin in einer Streamingserie“ nominiert.
Von 2022 bis 2023 war Reymão in Por Ti zu sehen. Außerdem trat sie im selben Jahr in Operação Maré Negra auf. 2024 belegte sie in der Serie Cacau eine der Hauptrollen.

## Filmografie
Serien
- 2020–2021: Amar Demais
- 2021–2023: Para Sempre
- 2021: O Clube
- 2022–2023: Por Ti
- 2022: Operação Maré Negra
- 2024: Cacau
- 2025: A Protegida